# Baptistère des Ariens
 (avril 2019).
Le baptistère des  Ariens, à Ravenne (en Italie), fut édifié par le roi des Ostrogoths, Théodoric l’Amale au tournant des Ve et VIe siècles. Les Goths, comme d'autres peuples germaniques, avaient embrassé le christianisme sous la forme prêchée par Arius et considérée comme hérétique à la suite des premiers conciles œcuméniques. Le baptistère devait donc permettre aux Ariens de disposer de leur propre lieu, tout comme les autochtones auxquels était réservé le baptistère des Orthodoxes.
Le baptistère des Ariens compte parmi les huit monuments ravennates qui figurent sur la liste du patrimoine mondial de l'Unesco.

## Histoire
Ce bâtiment est contemporain de la basilique Sant'Apollinare nuovo. En 565, après la condamnation de l’arianisme, il est converti en oratoire catholique sous l’invocation de sainte Marie. Un monastère grec est construit à côté, au temps de l’exarchat de Ravenne, et le baptistère est placé sous l’invocation de sainte Marie de Cosmedin. Vers l’an 1700, l’édifice devient propriété privée puis en 1914, il est acquis par l’État italien. Les bombardements alliés de la Seconde Guerre mondiale causent la ruine des bâtiments voisins qui l’enserraient de toutes parts. Les chercheurs purent ainsi, pour la première fois, prendre connaissance des détails extérieurs de tous côtés. Comme pour les autres monuments de Ravenne, le sol extérieur ayant été exhaussé au cours de siècles, celui du baptistère se situe à présent à 2,30 mètres au-dessous du niveau du sol. 

## Description, mosaïques

Vue d'ensemble de la coupole

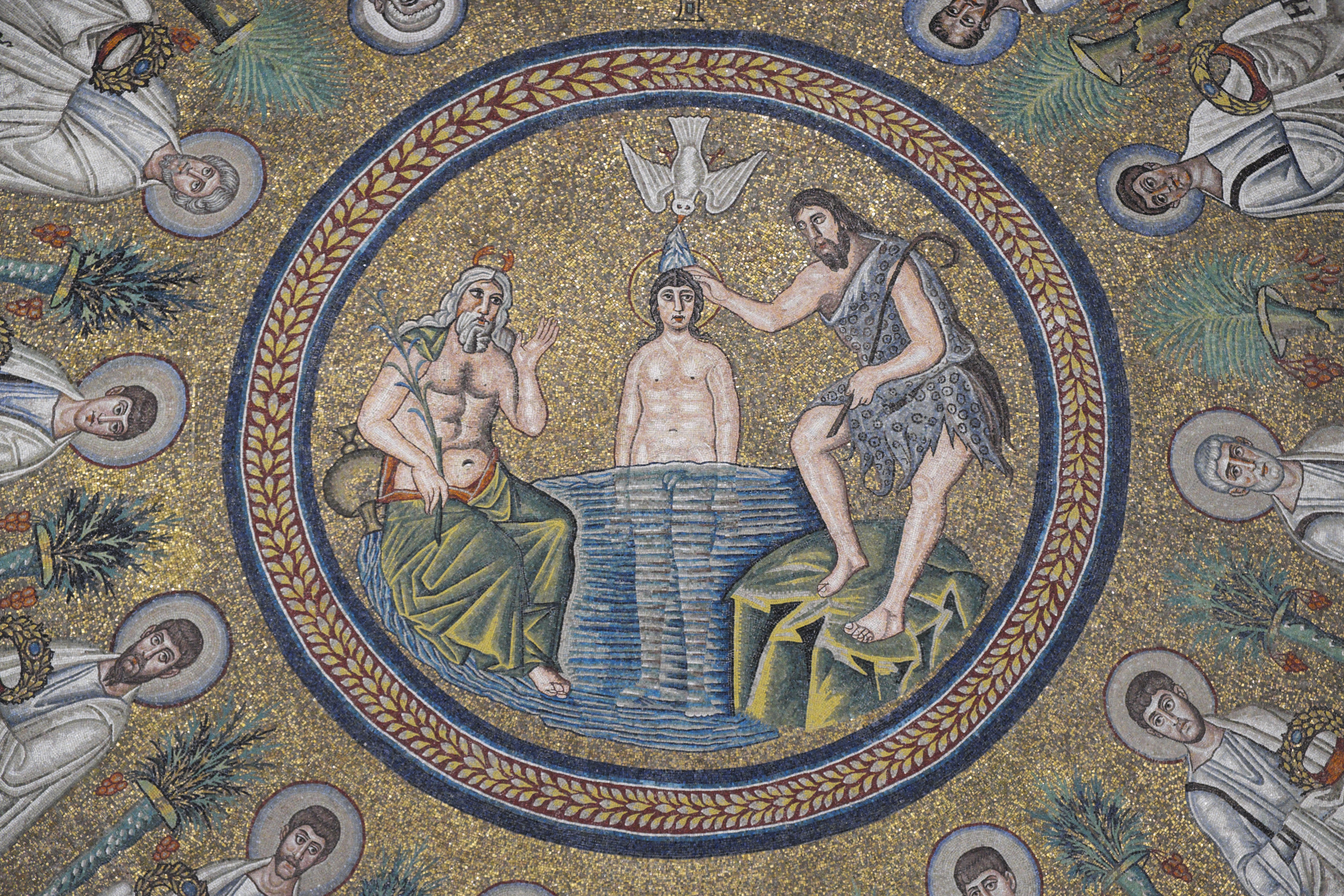
Mosaïque de la coupole, représentant le baptême du Christ au centre, entouré par les apôtres.

Le monument est de forme octogonale avec quatre absidioles ; il possède  une coupole décorée d'une mosaïque représentant le baptême du Christ par saint Jean Baptiste. À leur droite, le fleuve du Jourdain, lieu du baptême du Christ, est représenté au travers d'une personnification. Sa tête est ornée de deux pinces de crabe et il porte une outre de cuir de laquelle sort l’eau du fleuve. Au-dessus, le Saint-Esprit est sous la forme d’une colombe dont le bec répand l’eau lustrale. Plus bas, tout autour de la coupole, deux groupes d'apôtres, l'un mené par saint Pierre, l'autre par saint Paul se dirigent vers un trône sur lequel un crucifix précieux est posé sur un coussin de pourpre. Il s'agit du trône de l'Étimasie, qui symbolise le retour du Christ sur Terre. 
Toute cette composition est d'une grande similitude avec celle du baptistère des Orthodoxes, sinon dans la facture, tout au moins dans l’inspiration et les grandes lignes. Les murs sont nus, ce qui n’a pas toujours été le cas dans le passé. Pendant les recherches archéologiques qui y furent conduites avec déblaiement du sol, on découvrit en effet 170 kilos de tessères.
Le baptistère des Ariens était situé à proximité de l’église du Saint-Esprit également construite par Théodoric et initialement nommée Hagia Anastasis (Sainte Résurrection). Cette église, cathédrale des ariens, fut re-consacrée comme cathédrale catholique sous l’invocation de saint Théodore (soldat et martyr d'Amasea in Porto) en 526. Il reste très peu du monument originel depuis sa reconstruction en 1543. Certains historiens pensent que les mosaïques d’origine étaient déjà disparues plus de mille ans avant la reconstruction par les catholiques, du fait de thèmes ariens qui y étaient développés.[réf. nécessaire]